# César Rosales
César Rosales (Lima, 9 settembre 1970) è un ex calciatore peruviano, di ruolo centrocampista.

## Carriera

### Nazionale
Ha partecipato alla Copa América 1997.